# Victory International
Les termes Victory International ou Victory Internationals fait référence à deux séries matchs internationaux de football joués par les équipes nationales de football de l'Angleterre, l'Écosse, l'Irlande et du pays de Galles à la fin de la Première puis de la Seconde Guerre mondiale. Les matchs sont organisés pour célébrer la victoire des Alliés dans les deux guerres. Le terme fait très exactement référence aux matchs joués juste après les conflits, et distinguent ces matchs de ceux joués au cours de la guerre.
Parmi les matchs considérés comme des parties de Victory International, sont comptés ceux joués dans le cadre du British Home Championship de 1945-1946. En 1945-46, la France, la Suisse et la Belgique participent à ces rencontres de Victory International. L'Écosse affronte notamment les deux dernières sélections citées précédemment alors que l'Angleterre joue des matchs contre ces trois adversaires. Le statut de ces matchs internationaux est encore débattu. L'Angleterre, l'Irlande et le pays de Galles ne reconnaissent pas ces matchs comme pleinement internationaux. L'Écosse, quant à elle, les incluent dans sa liste de rencontres face à la Belgique et la Suisse. De même, en Belgique, en Suisse et en France les rencontres de Victory International sont considérées comme des matchs internationaux officiels.

## 1918-1920
| 22 mars 1919 | Écosse        | 2 – 1   | Irlande        | Ibrox Park, Glasgow |  |
|              | Andrew Wilson | (1 - 1) | Billy Halligan |                     |  |
|              | Rapport       |         |                |                     |  |

| 19 avril 1919 | Irlande | 0 – 0   | Écosse | Windsor Park, Belfast |
|               |         | (0 - 0) |        |                       |

| 26 avril 1919 | Angleterre                         | 2 – 2   | Écosse                  | Goodison Park, Liverpool                |                                         |
|               | Robert Turnbull · Sydney Puddefoot | (1 - 2) | J. Wright · James Bowie | Spectateurs : 45 000 Arbitrage : Warner | Spectateurs : 45 000 Arbitrage : Warner |
|               | Rapport                            |         |                         | Spectateurs : 45 000 Arbitrage : Warner | Spectateurs : 45 000 Arbitrage : Warner |

| 3 mai 1919 | Écosse                          | 3 – 4   | Angleterre                          | Hampden Park, Glasgow                    |                                          |
|            | Andrew Wilson pen · Alan Morton | (0 - 3) | Arthur Grimsdell · Sydney Puddefoot | Spectateurs : 80 000 Arbitrage : Jackson | Spectateurs : 80 000 Arbitrage : Jackson |
|            | Rapport                         |         |                                     | Spectateurs : 80 000 Arbitrage : Jackson | Spectateurs : 80 000 Arbitrage : Jackson |

| 11 octobre 1919 | Pays de Galles               | 2 – 1   | Angleterre       | Ninian Park, Cardiff                      |                                           |
|                 | Billy Meredith · George Wynn | (1 - 0) | Sydney Puddefoot | Spectateurs : 20 000 Arbitrage : Sambrook | Spectateurs : 20 000 Arbitrage : Sambrook |
|                 | Rapport                      |         |                  | Spectateurs : 20 000 Arbitrage : Sambrook | Spectateurs : 20 000 Arbitrage : Sambrook |

| 19 octobre 1919 | Angleterre                  | 2 – 0   | Pays de Galles | Victoria Ground                        |                                        |
|                 | Bob Whittingham · Joe Smith | (1 - 0) |                | Spectateurs : 16 000 Arbitrage : Leigh | Spectateurs : 16 000 Arbitrage : Leigh |
|                 | Rapport                     |         |                | Spectateurs : 16 000 Arbitrage : Leigh | Spectateurs : 16 000 Arbitrage : Leigh |

## 1945-1946
| 26 mai 1945 | Angleterre                            | 2 – 2   | France                                        | Stade de Wembley                        |                                         |
|             | Horatio Carter 10e · Tommy Lawton 79e | (1 - 1) | 44e Ernest Vaast · 90e (pen.) Oscar Heisserer | Spectateurs : 65 000 Arbitrage : Reader | Spectateurs : 65 000 Arbitrage : Reader |
|             | Rapport                               |         |                                               | Spectateurs : 65 000 Arbitrage : Reader | Spectateurs : 65 000 Arbitrage : Reader |

| 15 septembre 1945 | Irlande | 0 – 1   | Angleterre         | Windsor Park, Belfast                      |                                            |
|                   |         | (0 - 0) | 80e Stan Mortensen | Spectateurs : 45 061 Arbitrage : Craigmyle | Spectateurs : 45 061 Arbitrage : Craigmyle |
|                   | Rapport |         |                    | Spectateurs : 45 061 Arbitrage : Craigmyle | Spectateurs : 45 061 Arbitrage : Craigmyle |

| 20 octobre 1945 | Angleterre | 0 – 1   | Pays de Galles | The Hawthorns, Birmingham               |                                         |
|                 |            | (0 - 1) | Aubrey Powell  | Spectateurs : 54 611 Arbitrage : Reader | Spectateurs : 54 611 Arbitrage : Reader |
|                 | Rapport    |         |                | Spectateurs : 54 611 Arbitrage : Reader | Spectateurs : 54 611 Arbitrage : Reader |

| 10 novembre 1945 | Écosse                       | 2 – 0 | Pays de Galles | Hampden Park, Glasgow                    |                                          |
|                  | William Waddell · Jock Dodds |       |                | Spectateurs : 97 000 Arbitrage : C. Dale | Spectateurs : 97 000 Arbitrage : C. Dale |

| 19 janvier 1946 | Angleterre                       | 2 – 0   | Belgique | Stade de Wembley, Londres               |                                         |
|                 | Robert Brown 13e · Jesse Pye 24e | (2 - 0) |          | Spectateurs : 85 000 Arbitrage : Reader | Spectateurs : 85 000 Arbitrage : Reader |
|                 | Rapport                          |         |          | Spectateurs : 85 000 Arbitrage : Reader | Spectateurs : 85 000 Arbitrage : Reader |

| 23 janvier 1946 | Écosse        | 2 – 2 | Belgique                           | Hampden Park, Glasgow |                      |
|                 | Jimmy Delaney |       | Victor Lemberechts · Freddy Chaves | Spectateurs : 49 000  | Spectateurs : 49 000 |

| 2 février 1946 | Irlande    | 2 – 3   | Écosse                          | Windsor Park, Belfast |                      |
|                | Davy Walsh | (2 - 1) | Billy Liddell · George Hamilton | Spectateurs : 53 000  | Spectateurs : 53 000 |

| 13 avril 1946 | Écosse        | 1 – 0   | Angleterre | Hampden Park, Glasgow                       |                                             |
|               | Jimmy Delaney | (0 - 0) |            | Spectateurs : 139 468 Arbitrage : Craigmyle | Spectateurs : 139 468 Arbitrage : Craigmyle |
|               | Rapport       |         |            | Spectateurs : 139 468 Arbitrage : Craigmyle | Spectateurs : 139 468 Arbitrage : Craigmyle |

| 4 mai 1946 | Pays de Galles | 0 – 1 | Irlande     | Ninian Park, Cardiff |                      |
|            |                |       | Paddy Sloan | Spectateurs : 45 000 | Spectateurs : 45 000 |

| 11 mai 1946 | Angleterre                                 | 4 – 1   | Suisse                 | Stamford Bridge                            |                                            |
|             | Raich Carter · Robert Brown · Tommy Lawton | (0 - 0) | Hans-Peter Friedländer | Spectateurs : 75 000 Arbitrage : Delasalle | Spectateurs : 75 000 Arbitrage : Delasalle |
|             | Rapport                                    |         |                        | Spectateurs : 75 000 Arbitrage : Delasalle | Spectateurs : 75 000 Arbitrage : Delasalle |

| 15 mai 1946 | Écosse                        | 3 – 1 | Suisse       | Hampden Park, Glasgow |                       |
|             | Billy Liddell · Jimmy Delaney |       | Georges Aeby | Spectateurs : 113 000 | Spectateurs : 113 000 |

| 19 mai 1946 | France                             | 2 – 1   | Angleterre      | Stade olympique Yves-du-Manoir, Colombes |                                         |
|             | Jean Prouff 54e · Ernest Vaast 78e | (0 - 0) | 80e Jimmy Hagan | Spectateurs : 58 481 Arbitrage : Scherz  | Spectateurs : 58 481 Arbitrage : Scherz |
|             | Rapport                            |         |                 | Spectateurs : 58 481 Arbitrage : Scherz  | Spectateurs : 58 481 Arbitrage : Scherz |